# Национальная Олимпийская академия Ирана
Национальная Олимпийская (и паралимпийская) академия Ирана (перс. آکادمی ملی المپیک (و پارالمپیک) ایران‎) — это спортивная академия, находящаяся в Тегеране, Иран. В академии занимаются вопросами, связанными с Олимпийскими играми и Паралимпийскими играми.

## История
Идея создания Национальной олимпийской и паралимпийской академии Исламской Республики Иран (NOPA) появилась в 1994 году. Первоначальный устав NOPA, принятый в 1994 году был изменён, чтобы соответствовать новым объектам добавленым в комплекс NOPA. Изменённый устав был представлен исполнительному совету национального олимпийского комитета Исламской республики Иран в был снова утверждён в 2000 году. Национальная Олимпийская (и паралимпийская) академия Ирана была открыта 20 июня 2002 году в присутствии Жака Рогге, председатель Международного олимпийского комитета и высокопоставленных иранских спортивных чиновников, для того чтобы стать домом для всех тех, кто стремится к знаниям и хочет внести свой вклад в развитие спорта, пропаганду олимпийского движения и обеспечение новых спортивных достижений. 17 марта 2005 года академия была получила статус высшего учебного центра Олимпийского совета Азии во время официального визита шейха Ахмада аль-Фахд аль-Ахмед алль-Сабаха, президента Олимпийского совета Азии. NOPA была выбрана в качестве представителя Юго-Западной Азии в Международной федерации кино и телевещателей спортивных соревнований. 12 июня 2007 года был открыт офис региональной антидопинговой организации в Центральной Азии в качестве одного из 14 региональных и международных представительств при академии.